# Probiotique
Ne doit pas être confondu avec Prébiotique.

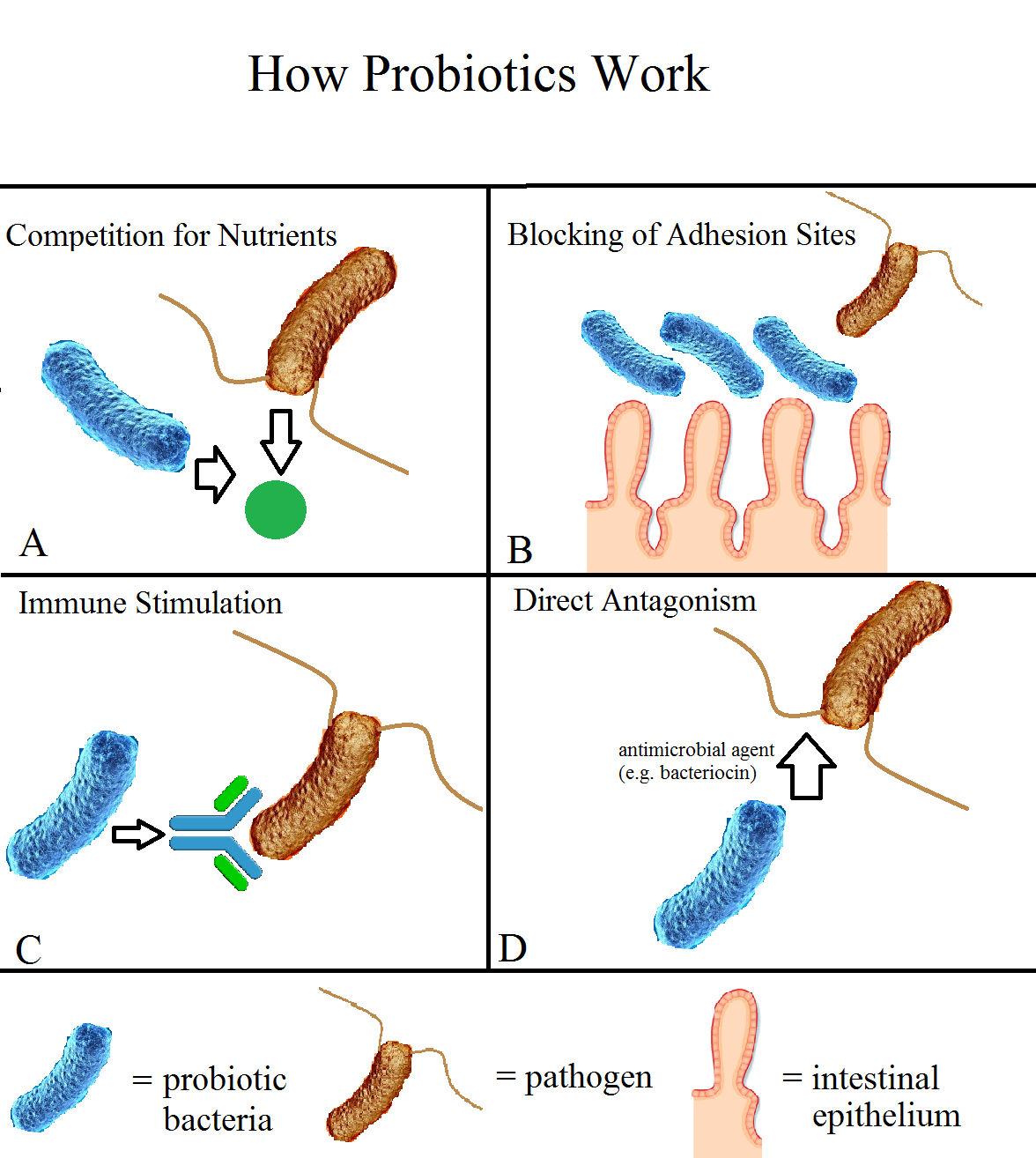
Mécanismes proposés des actions des souches probiotiques au niveau de l'épithélium intestinal : compétition avec les pathogènes pour les nutriments nécessaires à leur multiplication (A), compétition pour l’adhésion aux sites récepteurs (B), stimulation immunitaire par leurs activités enzymatiques (C), action antagoniste directe par production de peptides antimicrobiens qui inhibent la croissance des pathogènes (D).

Les probiotiques sont des micro-organismes vivants (bactéries ou levures) ajoutés à certains produits alimentaires comme les yaourts et vendus comme promoteurs de santé humaine. Une grande partie de leurs bienfaits allégués ne possède pourtant pas de réel fondement scientifique. Les probiotiques représentent un marché mondial de quelque quarante milliards d'euros en 2018.
Les allégations nutritionnelles et de santé portant sur les probiotiques reposent actuellement sur un nombre insuffisant d'analyses statistiques robustes et sur des études hétérogènes qui diffèrent par la durée du traitement probiotique, le modèle utilisé (humain ou animal), la souche probiotique utilisée, son conditionnement (gélule, poudre, yaourt, boisson, crème pour la peau) et son mode d’administration, ainsi que la dose. L'adéquation entre les tests in vitro et la réalité in vivo doit encore être démontrée (en termes de prédictibilité) et les études montrent que si les probiotiques semblent effectivement utiles en cas de déficit du microbiote intestinal, ils n'ont que très peu ou pas d'intérêt lorsque ce microbiote est déjà bien constitué. Ce défaut de preuve a conduit l'Autorité européenne de sécurité des aliments à discréditer, fin 2009, toutes les allégations (« Renforce l'immunité », « Aide l'organisme à se défendre », « Active la santé », « Équilibre la flore intestinale ») mentionnées sur les produits enrichis en probiotiques.
Le concept de probiotique, redéfini en 1989 par le microbiologiste britannique Roy Fuller, s'applique également en alimentation animale. Il a aussi été étendu à des traitements non alimentaires, en vue de soigner ou prévenir des affections cutanées ou vaginales, en particulier. Enfin plus récemment, le concept a été étendu aux productions végétales.

## Définition institutionnelle
En 2001, l'Organisation mondiale de la santé (OMS) et l'Organisation des Nations unies pour l'alimentation et l'agriculture (FAO) ont donné une définition officielle des probiotiques qui sont des « micro-organismes vivants qui, lorsqu'ils sont ingérés en quantité suffisante, exercent des effets positifs sur la santé, au-delà des effets nutritionnels traditionnels ». Par extension, il existe des définitions plus larges qui ne font pas référence à l'alimentation, et où le mot « ingérés » peut être remplacé par « administrés ».

## Historique
La notion de probiotique commence avec le scientifique français Henri Tissier, pédiatre de l’Institut Pasteur, qui en faisant des recherches sur la flore intestinale normale et pathologique du nourrisson, découvre le bifidobacterium bifidum en 1899 (premier probiotique découvert dans les selles humaines), le plus dominant, depuis l’enfance.
Ilya Ilitch Metchnikov, prix Nobel de physiologie ou médecine, en 1908 dans son ouvrage The Prolongation of Life: Optimistic Studies décrit comment la longévité de certaines populations en Bulgarie est liée à l'absorption de produits laitiers fermentés qui aurait pour effet de maintenir un équilibre adéquat entre la flore digestive pathogène et bénéfique. Le ferment des produits laitiers est une bactérie lactique qui est baptisée Lactobacillus delbrueckii subsp. bulgaricus. Pendant la Première Guerre mondiale, un médecin observe dans les Balkans que les soldats souffrent beaucoup de diarrhées à cause des conditions hygiéniques désastreuses. En 1917, il isole une souche non pathogène d'Escherichia coli à partir des selles d'un soldat qui n'a pas développé de dysenterie lors d'une épidémie de shigellose. Cette bactérie reçoit le nom de E. coli Nissle 1917 en l'honneur du médecin qui lance le concept de traitement des troubles intestinaux graves par des souches vivantes non pathogènes. Elle a depuis montré son intérêt pour induire ou maintenir une rémission de la maladie de Crohn et de la colite ulcéreuse.
L'origine du terme « probiotique », par opposition à antibiotique, est attribuée au bactériologue Werner Kollath (1953) cité par le chercheur allemand Ferdinand Vergin. En 1965, Lilly et Stillwell proposent de définir les probiotiques comme des substances produites par des microorganismes qui favorisaient la croissance d'autres microorganismes.
Les scientifiques doutaient qu’un phénomène similaire puisse se produire lors de l’ingestion de probiotiques, les yaourts contiennent à peine un petit milliard de bactéries (109) face à la centaine de milliers de milliards (1014) présentes dans l’intestin, et l'acidité de l'estomac peut détruire une grande partie des bactéries ingérées.
Le microbiote intestinal humain (terme privilégié à celui de microflore) comprend de 800 à 1 000 espèces microbiennes connues et sa diversité en espèces dominantes est propre à chacun. Au plan quantitatif, il se montre très stable dans le temps (pour un individu donné sur deux mois à deux ans), bien qu’il ne soit pas possible de définir un microbiote intestinal de l’espèce humaine par le profil d’espèces dominantes. C’est un consortium adapté à l'hôte, stable, c'est-à-dire résistant à la modification.

## Souches probiotiques et mise en œuvre
Pour avoir un effet bénéfique sur la santé, plusieurs conditions doivent être réunies :
- êtres vivants (ou lyophilisés) ; une condition est nécessaire à la survie et l'efficacité des probiotiques : humidité relative résiduelle de moins de 4 % ;
- s'agir de souches sélectionnées pour l'effet recherché (ex. : dans Lactobacillus acidophilus, il existe des milliers de souches dont chacune a un effet différent) ;
- résister à l'acidité gastrique et à la bile ; « pour être efficaces sur la flore intestinale », il faut que les probiotiques parviennent vivants dans le côlon et « en nombre suffisant ». Ils ne doivent donc pas être dégradés à la suite de leur passage dans l'estomac et « doivent être capables de résister à l'acidité gastrique et aux sucs pancréatiques »[7] ;
- être utilisé en cure d'au moins dix jours par mois ;
- avoir bénéficié d'une démonstration d'efficacité tant chez l'être humain sain que chez le malade.

Parmi les microorganismes utilisés, les bactéries lactiques sont les plus utilisés. Ce sont des hôtes naturels du microbiote intestinal humain.
Les probiotiques les plus étudiés appartiennent à deux genres :
1. Bifidobacterium spp., plus particulièrement les espèces Bifidobacterium bifidum (bifidus), Bifidobacterium lactis, Bifidobacterium longum, Bifidobacterium breve ;
2. Lactobacillus spp., plus particulièrement Lactobacillus reuteri, Lactobacillus acidophilus, Lactobacillus casei, Lactobacillus plantarum, Lactobacillus rhamnosus.

La levure Saccharomyces boulardii a aussi été très étudiée comme probiotique (autorisée comme médicament).
Lactobacillus reuteri et Saccharomyces boulardii ont montré une efficacité préventive contre les diarrhées post-antibiotiques et les colites à Clostridium difficile,.
| Recherches sur les probiotiques et études de l'industrie alimentaire.                                                                      | Recherches sur les probiotiques et études de l'industrie alimentaire. | Recherches sur les probiotiques et études de l'industrie alimentaire. | Recherches sur les probiotiques et études de l'industrie alimentaire. |
| Type | Nom commercial                                                        | Producteur (non exclusif)                                             | Effet potentiel pour la santé |
| --- | --------------------------------------------------------------------- | --------------------------------------------------------------------- | --- |
| Bacillus coagulans GBI-30, 6086 | GanedenBC30                                                           | Ganeden Biotech                                                       | Améliore l'état des patients présentant les symptômes de l'intestin irritable. Accroit la réponse immunitaire à une agression virale. |
| Bifidobacterium LAFTI B94 Bifidobacterium sp                                                                                               | LAFTI B94                                                             | Institut Rosell-Lallemand                                             | Protège de Salmonella typhimurium chez la souris. Améliore l'apoptose dans le cancer du côlon. Réduit l'inflammation et la diarrhée dans un modèle de l'intestin irritable chez le rat. Réduit le réponse allergique. Peut réduire les complications de H. pylori sur la muqueuse.[réf. nécessaire] Inhibe le développement des bactéries : H. pylori, des monocytogènes, de E. coli et de Salmonella typhimurium.[réf. nécessaire] Adhère aux cellules épithéliales de l'intestin.[réf. nécessaire] Produit des folates des yaourts.[réf. nécessaire] Aucune de ces dernières affirmations n'a cependant à ce jour été approuvée par l’Autorité européenne de sécurité des aliments (AESA). |
| Lactobacillus acidophilus LAFTI L10 Lactobacillus acidophilus                                                                              | LAFTI L10                                                             | Institut Rosell-Lallemand                                             | Selon le producteur qui se base sur plusieurs études non publiées, il améliore la réponse immunitaire contre Candida albicans et réduit la réponse allergique (sur le modèle animal). Il protège contre les monocytogènes de la Listeria dans le tube digestif (démontré chez la souris. Il réduit l'incidence et la taille des tumeurs du rat. Réduit l'inflammation dans un modèle d'intestin irritable.[réf. nécessaire]. Il inhibe les bactéries pathogènes dont H. pylori, monocytogènes, E. coli et Salmonella typhimurium.[réf. nécessaire] ; il adhère aux cellules intestinales humaines[réf. nécessaire] et produit des molécules anti-microbiennes comme H2O2.[réf. nécessaire]   |
| Lactobacillus casei LAFTI L26 Lactobacillus casei                                                                                          | LAFTI L26                                                             | Institut Rosell-Lallemand                                             | Protection contre Salmonella typhimurium chez la souris. Réduit les phénomènes inflammatoires dans le cas de l'intestin irritable. Réduit l'allergie. Réduit les complications d'une infection à H. pylori de la muqueuse de l'estomac.[réf. nécessaire] Inhibe les bactéries pathogènes comme H. pylori, monocytogènes, E. coli et Salmonella typhimurium.[réf. nécessaire] Adhère aux cellules intestinales.[réf. nécessaire] |
| Bifidobacterium animalis subsp. lactis BB-12                                                                                               | Probio-Tec Bifidobacterium BB-12                                      | Chr. Hansen                                                           | Des premières études ont montré que BB-12 seul ou en association peut avoir un effet sur le système gastro-intestinal. Cette affirmation n'a pas pour l'instant été reconnue par l'AESA. |
| Bifidobacterium animalis subsp. lactis DN-173010                                                                                           | Activia                                                               | Danone                                                                | Améliore le transit intestinal [réf. nécessaire] |
| Bifidobacterium breve Yakult | Bifiene                                                               | Yakult                                                                | En combinaison avec Lactobacillus casei Shirota, un traitement de quatre semaines semble améliorer pendant au moins trois mois l'état de patients présentant une intolérance au lactose. |
| Bifidobacterium infantis 35624 | Align                                                                 | Procter & Gamble                                                      | Une étude a montré une amélioration significative de la douleur abdominale/des flatulences et de la mauvaise mobilité intestinale. |
| Bifidobacterium animalis subsp. lactis HN019 (DR10)                                                                                        | Howaru Bifido                                                         | Danisco                                                               | Semble particulièrement agir sur les défenses immunitaires. |
| Bifidobacterium longum BB536 |                                                                       | Morinaga Milk Industry                                                | Agit sur le microbiote intestinal. |
| Escherichia coli M-17 | ProBactrix                                                            | BioBalance                                                            | Utilisé depuis longtemps en Russie et plus récemment en Israël, ce probiotique a fait l'objet d'une étude clinique aux États-Unis portant sur son application au traitement du syndrome de l'intestin irritable, mais les résultats ne semblent pas avoir été publiés |
| Escherichia coli Nissle 1917 | Mutaflor                                                              | Ardeypharm                                                            | Connu pour son efficacité contre de nombreuses affections intestinales, il semble agir en particulier en régulant la production de sérotonine au niveau de l'iléon |
| Lactobacillus acidophilus DDS-1 |                                                                       | Nebraska Cultures                                                     | Atténue les symptômes de diarrhée, crampes abdomninales et vomissements chez des patients intolérants au lactose. |
| Lactobacillus acidophilus LA-5 |                                                                       | Chr. Hansen                                                           | Les études limitées sur l'être humain ont montré que la souche LA-5 peut avoir des effets bénéfiques. Administrée à la souris en combinaison avec Bifidobacterium lactis Bb12, elle semble pouvoir atténuer des dysfonctionnements métaboliques liés au vieillissement. |
| Lactobacillus acidophilus NCFM |                                                                       | Danisco                                                               | Administré deux fois par jour en combinaison avec Bifidobacterium lactis Bi-07, il réduit les symptômes de ballonnement chez des patients atteints de troubles fonctionnel de l'intestin. |
| Lactobacillus casei DN114-001 (Lactobacillus casei Immunitas(s)/Defensis)                                                                  | Actimel/DanActive                                                     | Danone                                                                | Régule le microbiote intestinal et stimule le système immunitaire. |
| Lactobacillus casei 431 |                                                                       | Chr. Hansen                                                           | Des études in vitro et sur l'animal ont montré que L. casei 431 peut avoir un effet immuno-modulateur, ce qui n'a pas été confirmé dans le cas de patients vaccinés contre la grippe. Cette dernière étude a cependant montré une réduction de la durée des symptômes respiratoires chez les patients recevant le probiotique. |
| Lactobacillus casei F19 | Cultura                                                               | Arla Foods                                                            | En association avec un régime riche en fibres, il réduit les douleurs et ballonnements abdominaux en cas de pathologie diverticulaire simple. |
| Lactobacillus casei Shirota | Yakult                                                                | Yakult                                                                | Sa consommation quotidienne semble pouvoir stimuler les défenses immunitaires des personnes âgées. |
| Lactobacillus gasseri SBT2055 | super smart                                                           |                                                                       | Une synthèse a montré une réduction de l'obésité. |
| Lactobacillus johnsonii La1 (=Lactobacillus LC1, Lactobacillus johnsonii NCC533)                                                           |                                                                       | Nestlé                                                                | Peut réduire les effets de H. pylori et en particulier la gastrite et l'inflammation. |
| Lactococcus lactis L1A |                                                                       | Norrmejerier                                                          | Stimulation de l'immunité, amélioration de la santé digestive, réduction de la diarrhée associée à l'antibiothérapie. |
| Lactobacillus plantarum 299v | GoodBelly/ProViva/TuZen/Bion Transit/ProbiMage                        | Probi                                                                 | Peut atténuer les symptômes de l'intestin irritable ; néanmoins, des recherches plus poussées sont en cours. |
| Lactobacillus reuteri ATTC 55730 (Lactobacillus reuteri SD2112)                                                                            |                                                                       | BioGaia (en)                                                          | Prévention de la diarrhée et soulagement chez les enfants,, disparition de l'infection à H. pylori amélioration de la gingivite, prévention de la maladie chez l'enfant et chez les adultes. |
| Lactobacillus reuteri Protectis (DSM 17938, souche fille de ATCC 55730)                                                                    |                                                                       | BioGaia (en)                                                          | Une revue a confirmé certains effets bénéfiques chez l'enfant, en particulier contre la diarrhée. |
| Lactobacillus rhamnosus ATCC 53013 (aussi souche numéro GG, découvert par Gorbach et Goldin)                                               | LGG, Gefilus, Vifit et autres                                         | Valio                                                                 | Une synthèse a montré une réduction de l'obésité. |
| Lactobacillus rhamnosus LB21 | Verum                                                                 | Norrmejerier                                                          | Peut améliorer la réponse immunitaire et donc la santé digestive, ainsi que la diarrhée post antibiotiques. |
| Lactobacillus Crispatus | LactoGyn Crispatus                                                    | NaturaMedicatrix                                                      | Peut améliorer la flore vaginale et donc combattre cystites et vaginites. |
| Saccharomyces boulardii | DiarSafe et autres                                                    | Wren Laboratories et autres                                           | Peut protéger des diarrhées post-antibiotiques et des infections à Clostridium difficile et d'autre variétés de Clostridium,. |
| Testé comme mélange : Lactobacillus rhamnosus GR-1 et Lactobacillus reuteri RC-14                                                          | Bion Flore Intime Jarrow Fem-Dophilus                                 | Chr. Hansen                                                           | dans une étude, la consommation de cette bactérie a contribué à la prévention de la vaginite. |
| Testé comme mélange : Lactobacillus acidophilus NCFM et Bifidobacterium bifidum BB-12                                                      | Florajen3                                                             | American Lifeline, Inc.                                               | Diminution des effets d'une infection à C. difficile (CDAD). |
| Testé comme mélange : Lactobacillus acidophilus CL1285 et Lactobacillus casei LBC80R                                                       | Bio-K+ CL1285                                                         | Bio-K+ International                                                  | Diminue l'incidence de la diarrhée liée à la prise d'antibiotiques. Inhibition in vitro de Listeria monocytogenes et L. innocua, Escherichia coli, Staphylococcus aureus, Enterococcus faecalis et Enterococcus faecium. Réduit les symptômes de l'intolérance au lactose et simule le système immunitaire. |
| Lactobacillus plantarum HEAL 9 et Lactobacillus paracasei 8700:2                                                                           | Bravo Friscus/ ProbiFrisk                                             | Probi                                                                 | Est à l'étude concernant ses effets sur les rhumes. |
| Lactobacillus reuteri Prodentis (L. reuteri DSM 17938 et ATCC PTA 5289)                                                                    | GUM PerioBalance                                                      | BioGaia (en)                                                          | diminue la plaque dentaire, l'inflammation des gencives et la concentration de certaines bactéries pathogènes |
| Lactobacillus helveticus R0052 et Lactobacillus rhamnosus R0011                                                                            | A'Biotica et autres                                                   | Institut Rosell                                                       | Des données préliminaires indiquent que la combinaison de ces deux souches pourrait réduire le risque de dysfonctionnement psychiatrique lié au stress infantile précoce chez le rat et l'être humain. |
| Lactobacillus casei var. rhamnosus MG001 et Lactobacillus acidophilus MG002 et Lactobacillus plantarum MG003 et Enterococcus faecium MG004 | Symprove Probiotic                                                    | Symprove Ltd.                                                         | Ce probiotique a fait l'objet d'une étude clinique en vue de traiter la diverticulose, mais les résultats ne semblent pas avoir été publiés |

Les probiotiques contenus le plus souvent dans les yaourts sont :
- Lactobacillus bulgaricus ;
- Streptococcus thermophilus ;
- Lactobacillus bifidus (Bifidobacterium).

Des produits fermentés contenant des bactéries lactiques et acides, obtenus par fermentation lactique, sont :
- légumes marinés[70],[71],[72] :
  - choucroute[73] ;
  - pickles ;
  - kimchi[71],[74] ;
  - pào-cài (en) (cuisine tawaïnaise) ;
  - zha cai (en) (cuisine chinoise) ;
- à base de soja fermenté :
  - doenjang (cuisine coréenne) ;
  - miso (cuisine japonaise) ;
  - nattō (cuisine japonaise) ;
  - sauce de soja[75] (tamari…) ;
  - tempeh[76] (cuisine indonésienne) ;
- babeurre ;
- kéfir.

## Intérêt pour la santé
Les études les plus récentes montrent que selon la souche et l'espèce animale testée, les effets diffèrent. Ils peuvent diminuer la durée d'une diarrhée infectieuse aiguë ou d'une diarrhée persistante chez l'enfant. Les probiotiques tendent à réduire l'inflammation intestinale.
Ils ont montré un intérêt dans nombre de pathologies intestinales d'origine infectieuse ou inflammatoire :
- gastro-entérite[80] ;
- ulcère gastro-duodénal[81] ;
- maladie de Crohn[82] ; résultats toutefois controversés[83] ;
- pour le diabète de type 2[84] et l'obésité[85] ; on observe également des flores intestinales spécifiques[86] ;
- obésité, prise de poids (avec des nuances : en 2012, une méta-analyse d'essais réalisée par le biologiste Didier Raoult a porté sur l'effet sur le poids chez l'être humain et des animaux de laboratoire. Elle suggère que Lactobacillus acidophilus entraîne une prise de poids chez l'être humain et chez l'animal, Lactobacillus fermentum et Lactobacillus ingluviei ayant le même effet uniquement chez l’animal. Inversement, Lactobacillus gasseri diminuerait le poids des êtres humains et animaux obèses et Lactobacillus plantarum a le même effet mais chez l’animal uniquement[87]) ;
- santé du nourrisson (en améliorant préventivement le système immunitaire, qui bloque ainsi mieux certaines septicémies néonatales[88] (encore source d'une morbidité et d'une mortalité importantes[89])) ;
- améliore les marqueurs biologiques dans la maladie du foie gras non alcoolique[90] ;
- diminue très légèrement la tension artérielle[91] ;
- réduit d'environ 40 % la probabilité d'avoir recours aux antibiotiques contre les infections aiguës des voies respiratoires supérieures[92] ;
- sclérose en plaques[93].

Les mécanismes d'action des probiotiques reposent sur un effet de symbiose en permettant au microbiote intestinal de conserver une dominante majoritairement non-pathogène. Ils moduleraient l’activité du système immunitaire intestinal, en renforçant l’immunité générale quand elle est faible, par exemple chez l'enfant, immature (chez le nouveau-né) ou la personne âgée. À contrario ils pourraient diminuer la sur-activation du système immunitaire, en cas d’allergies ou de maladies inflammatoires de l’intestin, donc en améliorant la fonction de barrière de la muqueuse intestinale par augmentation de la production et qualité du mucus et/ou des anticorps de type IgA. Ils ont un effet anti-pathogènes direct (par compétition) en limitant l'adhésion des pathogènes aux parois intestinales.
Leur efficacité reste insuffisamment démontrée. Cependant la prescription de probiotiques reste peu coûteux et est accompagné de très faible risque. 
Il semble que la manipulation de l'axe cerveau-intestin avec plusieurs souches de probiotiques puisse réduire la sévérité de la dépression chez les personnes atteintes très sévèrement, mais pas chez celles qui souffrent d'autres affections cliniques ni dans la population générale.

## Controverses
La Commission de la Transparence de la Haute Autorité de santé a rendu des avis mitigés, comme elle l'a fait pour la plupart des médicaments faisant l'objet d'un remboursement partiel de la part de la sécurité sociale (Service Médical Rendu), pour les spécialités pharmaceutiques bénéficiant d'AMM en France et ayant comme principe actif des probiotiques : Saccharomyces boulardii dans la spécialité Ultra-Levure, Lactobacillus fermentum et Lactobacillus delbrueckii dans la spécialité Lactéol.
Une demande déposée par Danone auprès de l'AESA pour citer les « bienfaits pour la santé » de ses produits Activia et Actimel, a finalement été retirée en avril 2010 par cette firme, le niveau de preuve de ces affirmations étant jugé non satisfaisant par l'Agence européenne de sécurité alimentaire.
Du point de vue réglementaire, dans l'Union européenne, l'indication « probiotique » pour des produits alimentaires est conditionnée à l'obtention d'une allégation de santé spécifique dans le cadre du Règlement 1924/2006. Jusqu'à maintenant aucun probiotique n'a été accepté dans le cadre de ce Règlement,. Cependant des discussions sont en cours au niveau européen pour savoir si le terme « probiotique » peut avoir un sens plus générique.

## Risque pour la santé
La manipulation du microbiote intestinal est complexe et peut entraîner des interactions entre les bactéries et l'hôte. Bien que les probiotiques soient considérés comme sûrs, certaines personnes s'inquiètent de leur sécurité dans certains cas,. Certaines personnes, comme celles souffrant d'immunodéficience, de syndrome de l'intestin court, ayant un cathéter veineux central ou une valvulopathie, ainsi que les nourrissons prématurés, peuvent être plus à risque d'effets indésirables. Chez les personnes gravement malades souffrant de maladie inflammatoire de l'intestin, il existe un risque de passage de bactéries viables du tractus gastro-intestinal aux organes internes (translocation bactérienne) en raison de la bactériémie, ce qui peut entraîner des conséquences néfastes pour la santé. Rarement, la consommation de probiotiques par des enfants ayant un système immunitaire affaibli ou déjà gravement malades peut entraîner une bactériémie ou une fongémie (présence de bactéries ou de champignons dans le sang), pouvant conduire à une septicémie, une maladie potentiellement mortelle.
Les suppléments probiotiques contiennent généralement entre un et dix milliards d'unités formant colonie (UFC) par dose. Un nombre plus élevé d'UFC n'apporte pas d'effets probiotiques supplémentaires, mais peut avoir des conséquences inattendues comme des troubles digestifs, tels que ballonnements, gaz et diarrhée,,. Il a été suggéré que les espèces de Lactobacillus pourraient contribuer à l'obésité chez l'humain, mais aucune preuve de cette relation n'a été trouvée.

## Marché
Il est estimé à près de quatre milliards de dollars en 2007.
L'alimentation animale en inclut aussi,, comme améliorateur de la digestibilité de certains aliments, comme facteurs de croissance et pour notamment répondre aux attentes des consommateurs et diminuer l'antibiorésistance par exemple pour améliorer les performances ou la santé des bovins et de l'industrie laitière ou porcine,, et la productivité des poules pondeuses ou du poulet de chair.
L'un des premiers médicaments contenant des probiotiques est le Lacteol à la suite de la découverte de la bactérie Lactobacillus acidophilus par le docteur Pierre Boucard en 1907.
Dans l'alimentation, on en consomme au moins depuis la haute-Antiquité, avec par exemple le kéfir, le kombucha, le yaourt, le yakult ou le fromage. Nombre d'aliments couramment consommés contiennent des souches spécifiques.